# Anerincleistus setosus
Anerincleistus setosus är en tvåhjärtbladig växtart som först beskrevs av Madhavan Parameswarau Nayar, och fick sitt nu gällande namn av J.F. Maxwell. Anerincleistus setosus ingår i släktet Anerincleistus och familjen Melastomataceae. Inga underarter finns listade i Catalogue of Life.